# Corsari Palermo
I Corsari Palermo sono stati una squadra di football americano della città di Palermo. Fondati nel 1999, nella stagione 2008 hanno partecipato alla Italian Football League FIDAF. Al termine della stessa stagione hanno cessato l'attività.
Durante i loro 10 anni di attività hanno dato vita ad un'accesa rivalità con l'altra squadra del capoluogo siciliano, gli Sharks Palermo.
Il simbolo della squadra era una reinterpretazione del Jolly Roger di Calico Jack Rackham, con un Triscele (simbolo della Sicilia) al posto del classico teschio.

## Dettaglio stagioni

### Tornei nazionali

#### Campionato

##### Golden League/IFL
| Stagione | regular season | regular season | regular season | regular season | regular season | regular season | playoff | playoff | playoff | playoff | playoff | playoff              | playoff        |
|          | Vin            | Par            | Per            | Tot            | PF             | PS             | Vin     | Per     | Tot     | PF      | PS      | risultato            | avversaria     |
| -------- | -------------- | -------------- | -------------- | -------------- | -------------- | -------------- | ------- | ------- | ------- | ------- | ------- | -------------------- | -------------- |
| 2001     | 3              | 0              | 5              | 8              | 122            | 217            | -       | -       | -       | -       | -       | -                    | -              |
| 2002     | 2              | 0              | 2              | 4              | 86             | 143            | 0       | 1       | 1       | 22      | 41      | Sedicesimi di finale | Falcons Milano |
| 2008     | 2              | 0              | 8              | 10             | 235            | 393            | -       | -       | -       | -       | -       | 7º posto             | -              |
| Totale   | 7              | 0              | 15             | 22             | 443            | 753            | 0       | 1       | 1       | 22      | 41      |                      |                |

Fonte: Enciclopedia del Football - A cura di Roberto Mezzetti

##### Arena League/Eleven League/Campionato FIDAF
Questi tornei svolti durante un periodo di scissione federale - pur essendo del massimo livello della loro federazione - non sono considerati ufficiali.
| Stagione | regular season | regular season | regular season | regular season | regular season | regular season | playoff | playoff | playoff | playoff | playoff | playoff    | playoff           |
|          | Vin            | Par            | Per            | Tot            | PF             | PS             | Vin     | Per     | Tot     | PF      | PS      | risultato  | avversaria        |
| -------- | -------------- | -------------- | -------------- | -------------- | -------------- | -------------- | ------- | ------- | ------- | ------- | ------- | ---------- | ----------------- |
| 2002     | 3              | 0              | 3              | 6              | 170            | 234            | 1       | 1       | 2       | 40      | 60      | Arena Bowl | Elephants Catania |
| 2003     | 3              | 1              | 2              | 6              | 110            | 66             | 0       | 1       | 1       | 34      | 36      | Semifinale | Elephants Catania |
| 2004     | 4              | 0              | 2              | 6              | 128            | 36             | 2       | 0       | 2       | 53      | 0       | Campioni   | Sharks Palermo    |
| 2005     | ?              | ?              | ?              | ?              | ?              | ?              | 1+?     | 0+?     | 1+?     | 24+?    | 0+?     | Campioni   | Hawks Taranto     |
| Totale   | 10+?           | 1+?            | 7+?            | 18+?           | 408+?          | 336+?          | 4+?     | 2+?     | 6+?     | 151+?   | 96+?    |            |                   |

Fonte: Enciclopedia del Football - A cura di Roberto Mezzetti

##### Winter League/Serie A2
| Stagione | regular season | regular season | regular season | regular season | regular season | regular season | playoff | playoff | playoff | playoff | playoff | playoff                                  | playoff          |
|          | Vin            | Par            | Per            | Tot            | PF             | PS             | Vin     | Per     | Tot     | PF      | PS      | risultato                                | avversaria       |
| -------- | -------------- | -------------- | -------------- | -------------- | -------------- | -------------- | ------- | ------- | ------- | ------- | ------- | ---------------------------------------- | ---------------- |
| 1999     | 0              | 0              | 6              | 6              | 56             | 221            | -       | -       | -       | -       | -       | -                                        | -                |
| 2000     | 1              | 0              | 5              | 6              | 32             | 160            | -       | -       | -       | -       | -       | -                                        | -                |
| 2006     | 4              | 0              | 3              | 7              | 184            | 127            | 2       | 1       | 2       | 38      | 34      | Semifinale/Sedicesimi di finale          | Skorpions Varese |
| 2007     | 6              | 0              | 0              | 6              | 225            | 40             | 0       | 1       | 1       | 13      | 25      | Quarti di finale/Trentaduesimi di finale | Guelfi Firenze   |
| Totale   | 11             | 0              | 14             | 25             | 497            | 648            | 2       | 2       | 4       | 51      | 59      |                                          |                  |

Fonte: Enciclopedia del Football - A cura di Roberto Mezzetti

### Altri tornei

#### Trofeo Airklim Panasonic
| Stagione | regular season | regular season | regular season | regular season | regular season | regular season | playoff | playoff | playoff | playoff | playoff | playoff   | playoff           |
|          | Vin            | Par            | Per            | Tot            | PF             | PS             | Vin     | Per     | Tot     | PF      | PS      | risultato | avversaria        |
| -------- | -------------- | -------------- | -------------- | -------------- | -------------- | -------------- | ------- | ------- | ------- | ------- | ------- | --------- | ----------------- |
| 2006     | -              | -              | -              | -              | -              | -              | 2       | 0       | 2       | 46      | 12      | Campioni  | Elephants Catania |
| Totale   | -              | -              | -              | -              | -              | -              | 2       | 0       | 2       | 46      | 12      |           |                   |

Fonte: Enciclopedia del Football - A cura di Roberto Mezzetti

### Riepilogo fasi finali disputate
| Anno | Luogo           | Evento                   | Fase del torneo                 | Incontro                            | Risultato    |
| 2002 | Cologno Monzese | Superbowl                | Sedicesimi di finale            | Falcons Milano - Corsari Palermo    | 41 - 22      |
| 2002 | Palermo         | Arena Bowl               | Finale                          | Corsari Palermo - Elephants Catania | 8 - 34       |
| 2003 | Catania         | Elevenbowl               | Semifinale                      | Elephants Catania - Corsari Palermo | 34 - 26      |
| 2004 | Alcamo          | Arena Bowl               | Finale                          | Corsari Palermo - Sharks Palermo    | 33 - 0       |
| 2005 | Partinico       | El Mezcalito Bowl        | Finale                          | Corsari Palermo - Hawks Taranto     | 24 - 0       |
| 2006 | Tradate         | Silverbowl/Superbowl     | Semifinale/Sedicesimi di finale | Skorpions Varese - Corsari Palermo  | 20 - 14 o.t. |
| 2006 | Misilmeri       | Trofeo Airklim Panasonic | Finale                          | Corsari Palermo - Elephants Catania | 20 - 6       |
| 2007 | Palermo         | Silverbowl/Superbowl     | Semifinale/Sedicesimi di finale | Corsari Palermo - Guelfi Firenze    | 13 - 25      |

## Cronologia degli sponsor
- 2001-03: "El Mezcalito"
- 2004-06: "Panasonic Airklim"